# Diva (film, 1981)
Diva je francouzský hraný film z roku 1981, který režíroval Jean-Jacques Beineix podle stejnojmenného kriminálního románu švýcarského spisovatele Daniela Odiera.

## Děj
Mladý pařížský poslíček Jules si tajně v divadle nahraje koncert operní pěvkyně Cynthie Hawkinsové, kterou obdivuje. Za ním sedí dva tchajwanští gangsteři. Po nahrávce Jules ukradne zpěvačce šaty, ve kterých vystupovala.
Další den Jules narazí na prostitutku Nadju, kterou pronásledují pasáci Curé a Antillan a zjevně ji sleduje policie. Než ženu zabije jeden z vrahů, vsune audiokazetu obsahující inkriminovaný materiál do poštovní tašky Julesova mopedu. Zjistí to i policie v čele s vrchním inspektorem Jeanem Saportou. Také informátor je druhý den vrahy zavražděn.
Ve stejný den se Jules setkává s Vietnamcem Albou. Nechá Albu poslechnout svou nahrávku Cynthie Hawkinsové ve svém bytě, která ji zase přehraje svému příteli Serge Gorodishovi. Když Jules stráví noc s prostitutkou, Tchajwanci vyplení jeho byt, kde hledali záznam opery.
Druhý den ráno přijde Jules do svého zničeného bytu, z čehož podezřívá policii. Ta později zdevastovaný byt prohledá, zatímco Jules odnese pěvkyni květiny a její šaty. Jules zkouší nesmělý přístup k divě, kterou zbožňuje.
V garáži předá inspektor Saporta Julesovy složky Curému a Antillanovi, kteří ho poté sledují. Večer se Jules potká s divou v restauraci a procházejí se ulicemi Paříže. Poté s ní stráví noc na pohovce v jejím hotelovém pokoji. Ráno volají Tchajwanci divě a dožadují se Julese a jeho nahrávky.
Když Julese v noci pronásleduje policie Paříží, unikne jí na mopedu. Tchajwanci už na něj čekají doma. Když Jules stráví další noc v bytě prostitutky, poslechne si kazetu, která se dostala do jeho poštovní tašky. Obsahuje usvědčující materiál proti inspektoru Saportovi. Prostitutka zradí Julese a ten musí před vrahy uprchnout. Je postřelen a sotva přežije. Zavolá Gorodishovi, který ho vezme do bezpečí. Nakonec Gorodish proti sobě postaví Tchajwance a Saportu, ale Jules padne do rukou Saportových nájemných vrahů. Odvedou ho do jeho bytu, kde na něj čeká policie, která vrahy přemůže a jednoho z nich zabije. Poté se objeví Saporta a zastřelí Antillana, aby zakryl všechny stopy, ale sám je zabit Gorodishem. Nakonec Jules přehraje svou nahrávku divě v prázdném Théâtre du Châtelet.

## Obsazení
| Frédéric Andréi       | Jules             |
| Wilhelmenia Fernandez | Cynthia Hawkins   |
| Richard Bohringer     | Gorodish          |
| Dominique Pinon       | Curé              |
| Gérard Darmon         | muž z Antil       |
| Thuy An Luu           | Alba              |
| Jacques Fabbri        | inspektor Saporta |
| Chantal Deruaz        | Nadja             |

## Ocenění
César: nejlepší filmový debut, nejlepší filmová hudba, nejlepší kamera a nejlepší zvuk; nominace v kategorii nejlepší výprava